# Musella
Musella é um gênero botânico da família Musaceae, constituido por duas espécies.
Plantas nativas do sudeste asiático, incluindo o sudoeste da China (Yunnan e Guizhou), Vietnã, Laos e Myanmar. Esta classificação é, ainda, muito controversa entre os taxonomistas.

## Espécies
- Musella lasiocarpa
- Musella splendida